# Seattle Pilots
Los Seattle Pilots  (en español, Pilotos de Seattle)  fueron un equipo de béisbol profesional americano ubicado en Seattle, Washington por una temporada estación, 1969. Jugaron sus juegos de local en el Sick's Stadium y fueron un miembro de la División Oeste de la Liga Americana. El 1 de abril de 1970, se mudaron a Milwaukee, Wisconsin, y cambiaron su nombre a los Brewers.
El nombre del equipo se originó en el trabajo a tiempo parcial del propietario como piloto de puerto y la asociación de la ciudad con la industria de la aviación. Los colores del equipo eran de color azul real y oro (con el accesorio rojo en el logotipo: el timón y las costuras de béisbol). Seattle había sido durante mucho tiempo un hervidero para el béisbol de ligas menores y fue la cuna de los Seattle Rainiers, un equipo exitoso en la Liga de la Costa del Pacífico (PCL). En ese entonces, Seattle era el tercer área metropolitana más grande de la Costa Oeste.Cleveland Indians consideró brevemente un movimiento a Seattle en 1964 pero optaron permanecer en Ohio. En 1967, Charles Finley buscó trasladar su Kansas City Athletics a Seattle, pero terminó moviendo los Athletics a Oakland, California. No hubo competencia real de otros equipos profesionales en el momento. Mientras que Seattle había aterrizado SuperSonics de la NBA en 1967, no estaba en la misma clase que el béisbol estaba en términos de popularidad en ese momento. La NFL vendría a la ciudad en 1976 con la adición de la expansión Seahawks.